# Terremoto dell'Irpinia del 1962
Il terremoto dell'Irpinia del 1962 è stato un evento sismico che colpì l'Irpinia e parte del Sannio. L'epicentro fu localizzato nell'Appennino campano presso il comune di Sant'Arcangelo Trimonte, all'epoca situato in provincia di Avellino. Le principali scosse si verificarono il giorno 21 agosto alle ore 16:56, 18:30 e 19:09.

## Le scosse
La prima scossa, di magnitudo Richter 6,1, fu avvertita alle ore 16:56 di martedì 21 agosto 1962. In effetti tale scossa, risentita soprattutto nel territorio di Ariano Irpino, non provocò danni significativi ma servì a mettere in preallarme la popolazione. La scossa davvero distruttiva, che raggiunse una magnitudo Richter 6,3 o 6,4, avvenne invece alle ore 18:30. Una terza scossa, registrata poco più tardi alle ore 19:09, ebbe una magnitudo Richter 4,9 o 5,0.

## Danni e vittime
I danni che causò questo sisma furono notevoli, soprattutto nell'area compresa tra le valli del Miscano e del Tammaro e dell'Ufita. I centri più colpiti furono Sant'Arcangelo Trimonte, Melito Irpino, Casalbore, Molinara e Reino ove oltre la metà degli edifici risultò gravemente danneggiata con numerosi crolli parziali.
In particolare, a Sant'Arcangelo Trimonte su un totale di 221 abitazioni urbane danneggiate 78 furono “gravemente danneggiate”, 62 “mediamente danneggiate” e 81 “lievemente danneggiate”, mentre su un totale di 174 abitazioni rurali 65 furono “gravemente danneggiate”, 39 “mediamente danneggiate” e 70 “lievemente danneggiate” mentre a Melito Irpino su un totale di 571 abitazioni urbane danneggiate, 120 furono “gravemente danneggiate”, 221 “mediamente danneggiate” e 230 “lievemente danneggiate”, mentre su un totale di 165 abitazioni rurali danneggiate 127 furono “gravemente danneggiate”, 26 “mediamente danneggiate” e 12 “lievemente danneggiate”. Sempre a Melito furono gravemente danneggiate la Chiesa dell’Immacolata e la Chiesa della Madonna delle Grazie.  Danni non precisabili subirono la Chiesa dell’Incoronata e la Chiesa di S. Egidio. A Casalbore su un totale di 503 abitazioni urbane danneggiate 220 furono “gravemente danneggiate”, 81 “mediamente danneggiate” e 202 “lievemente danneggiate”, mentre su un totale di 219 abitazioni rurali danneggiate 112 furono “gravemente danneggiate”, 10 “mediamente danneggiate” e 97 “lievemente danneggiate”. Tra le opere religiose furono stanziati 15.000.000 di lire per la ricostruzione del seminario e della Chiesa di Santa Maria della Misericordia. Si preventivò anche la ricostruzione della Chiesa di S. Maria della Neve mentre la Chiesa dei SS. Pietro e Paolo e la Chiesa del Convento  furono gravemente danneggiate.  A Molinara le abitazioni valutate nel censimento ISTAT del 1961 erano 1210. Su un totale di 836 case urbane danneggiate, furono censite 145 case “abitabili ma danneggiate”, 279 “inabitabili ma riparabili”, 229 “non riparabili” e 183 “da demolire”, invece tra le 285 case rurali 109 furono dichiarate “abitabili ma danneggiati”, 89 “inabitabili ma riparabili”, 50 “non riparabili” e 37 “da demolire”. Furono presentate 6 domande di intervento inerenti le opere di enti locali di culto e di beneficenza. Fu richiesta la sospensione dell’abbattimento della Chiesa Parrocchiale di S. Bartolomeo Apostolo, considerando la presenza di importanti affreschi. A Reino le abitazioni valutate nel censimento ISTAT del 1961 erano 557. Su un totale di 376 case urbane danneggiate, furono censite 79 case “abitabili ma danneggiate”, 63 “inabitabili ma riparabili”, 165 “non riparabili” e 69 “da demolire”, mentre tra le 147 case rurali 45 furono dichiarate “abitabili ma danneggiati”, 2 “inabitabili ma riparabili”, 60 “non riparabili” e 40 “da demolire”. L’area urbana maggiormente danneggiata fu quella compresa tra le Vie Corsica, Dogana, Castello e Fontana Diruta. Alla data del sisma due fenomeni franosi già interessavano l’abitato. Il primo coinvolgeva la parte sud-orientale, ai piedi di Via Palazzo, mentre il secondo minacciava la porzione nord-orientale, attraversando parte del centro urbano. Furono presentate 4 domande di intervento inerenti le opere di enti locali di culto e di beneficenza. Tra gli edifici religiosi la Chiesa Parrocchiale fu “gravemente danneggiata” e chiusa al culto. Nel complesso, il patrimonio culturale subì danni considerevoli: il numero complessivo di monumenti danneggiati fu pari a circa 410, distribuiti prevalentemente nelle province di Benevento, Avellino, Campobasso e Foggia.
Un altro grave effetto del terremoto fu rappresentato da frane e smottamenti diffusi, tanto che i centri abitati di Apice, Molinara e Melito Irpino furono addirittura evacuati in modo immediato, totale e definitivo: gli sfollati vennero allora alloggiati in tende o baracche su aree collinari poco distanti ove successivamente vennero fondati i nuovi centri abitati. I terremoti fecero in tutto 17 vittime e 16 000 senzatetto, mentre i comuni danneggiati furono 68.

## Risposta istituzionale

### Terremoto bianco
Durante i dibattiti parlamentari l'evento fu ribattezzato «terremoto bianco» poiché la scossa solo apparentemente sembrava non aver violato l'integrità degli edifici che, ad uno sguardo più approfondito, risultarono invece seriamente compromessi

### Quadro sinottico
Sin dalla sera del 21 agosto il Governo, appresa la notizia del sisma, avviò la macchina dei soccorsi attraverso l’attivazione del piano di emergenza predisposto dal Ministero in caso di calamità. Il “braccio operativo” di tale piano era costituito dai comandi provinciali dei Vigili del Fuoco dei territori colpiti a cui successivamente si aggiunsero unità di personale provenienti da Roma e da altre province. Il giorno seguente il Governo, apprese notizie più circostanziate circa i danni causati dal terremoto nell’area irpino-sannita, si riunì  in un Consiglio dei Ministri straordinario e varò misure più mirate, atte a fronteggiare la grave situazione di emergenza. Furono stanziati fondi per 2,4 miliardi di lire da ripartire in opere di assistenza e di pronto intervento da realizzarsi a cura del Ministero dell’Interno e dei Lavori Pubblici a cui erano da aggiungere altri 120 milioni messi da subito a disposizione delle Prefetture di Avellino e Benevento per fronteggiare le primissime necessità. Mentre il Governo impartì disposizioni atte a coordinare l’azione di soccorso, alla quale furono chiamate a far parte anche vari Enti e Comitati, come la Cassa per il Mezzogiorno e l’Amministrazione INA-Casa, gli Uffici del Genio Civile in base alle direttive impartite dal Ministero dei Lavori Pubblici provvidero all’opera di sgombero e demolizione con l’ausilio dei militari e del Corpo dei Vigili del Fuoco la cui particolare efficacia nell’azione di intervento fu imputata all’inserimento del Corpo nei dispositivi di emergenza messi a punto dopo l’alluvione del Polesine. Le Prefetture e gli Enti locali organizzarono, nel contempo, la sistemazione temporanea dei senzatetto in tende e baracche. Circa un mese dopo il terremoto, alla data del 18 settembre 1962, gli attendati ascendevano a circa 30.000 mentre il numero delle baracche prefabbricate installate nelle due province più colpite era di circa 90, ovvero solo il 4% di quelle che saranno installate nei mesi seguenti. Nelle province di Avellino e Benevento, infatti, a regime  saranno sistemate circa 2.400 baracche, per un totale di 4.300 alloggi ospitanti quasi 16.000 senza tetto. Oltre alle tende e baracche, l’attività di primo intervento sul territorio vide la costruzione di 172 “ricoveri stabili in muratura” che furono realizzati negli otto comuni più danneggiati delle province di Avellino (112) e Benevento (60), oltre a quelli edificati ad Ururi (12), San Martino in Pensilis (6) ed Accadia (15). All’assistenza dei terremotati contribuì, insieme alle istituzioni preposte, anche la Croce Rossa. La RAI-TV, inoltre, istituì la “Catena della Solidarietà” i cui fondi (alla data del 5 settembre erano già stati raccolti 1 miliardo di lire) per decisione del Consiglio dei Ministri furono destinati ai Comuni in pro-porzione al danno subito, per provvedere alle opere di assistenza e di sistemazione dei sinistrati. L’intervento di pronto soccorso, nonostante gli sforzi degli enti preposti, evidenziò serie lacune organizzative per mancanza di coordinamento degli aiuti tanto che ad una settimana dal sisma molti comuni, tra cui principalmente quelli della provincia di Foggia, del molisano ed i centri abitati minori dell’area irpino-sannita, erano ancora in attesa di soccorso o questi si erano rivelati del tutto insufficienti. A circa 15 giorni dal sisma, inoltre, ancora non era stato stilato l’elenco ufficiale dei comuni colpiti. Tale circostanza fu dovuta anche all’insuf-ficienza di azione degli organi periferici dello Stato ed al fatto che le indicazioni di danno erano basate inizialmente sulle denunce da parte dei proprietari che non potevano essere considerate statisticamente rappresentative dei livelli di danno complessivo in quanto spesso si preferiva attendere la visita d’ufficio dei funzionari del Genio Civile anziché inoltrare la domanda di verifica di stabilità. Le statistiche del Genio Civile, inoltre, non di rado erano riviste poiché ad un’ispezione più approfondita gli edifici che ad una prima verifica erano stati classificati come poco danneggiati risultavano aver sofferto conseguenze maggiori.

### La legislazione post-sisma
Le principali normative finalizzate a fronteggiare la grave situazione creatasi dopo il sisma furono promulgate entro 2 anni dall’evento. La prima norma sia in ordine temporale sia in termini di rilevanza ed impatto dei provvedimenti in essa previsti, fu la Legge n. 1431 del 5 ottobre 1962. Questa fu seguita dalla Legge n. 1465 del 4 novembre 1963 e dalla n. 1259 del 5 dicembre 1964. Mentre la Legge n. 1431/62 sancì i principi ispiratori prevalenti su cui sarebbe stata basata l’azione dello Stato negli anni seguenti, le successive norme integrarono gli interventi previsti dalla “legge madre”, con l’analisi di specifici aspetti la cui rilevanza emerse con il procedere dell’iter operativo istituzionale. In particolare, la Legge 1259 mirò ad accelerare il processo di ricostruzione del patrimonio edilizio, sia privato sia pubblico, attraverso una duplice azione: incremento della contribuzione diretta dello Stato e maggior ricorso all’uso della leva dell’esenzione fiscale. Il complesso delle provvidenze e prescrizioni furono applicate in 84 comuni, elencati in appositi provvedimenti (DPR n. 1465 del 19/10/1962 e DPR n. 1829 del 4/12/1962). L’individuazione delle località da ammettere ai benefici di legge fu effettuata in base a tre criteri stabiliti dai Provveditorati alle Opere Pubbliche:
1. comuni nei quali i danni furono di rilevanza notevole, prescindendo dalla categoria sismica definita in base alla Legge 22/11/1937 n. 2105;
2. comuni per i quali furono accertati danni di minore entità, ma che furono già oggetto di precedenti classificazioni in una delle tre categorie sismiche ai sensi della legge sopra citata;
3. comuni che pur non avendo subito danni significativi a causa del terremoto e che pur non essendo mai stati classificati erano in continuità geografica con i paesi danneggiati, inclusi nei benefici di legge in base alle due precedenti valutazioni.

Questi criteri consentirono, di fatto, di inserire municipalità come quello di Roccamonfina che oltre a subire danni per il sisma del 1962, aveva patito conseguenze importanti anche per il terremoto del gennaio 1960. La Legge 1431 dettava come condizione indispensabile per la fruizione dei benefici, la valutazione della categoria sismica di appartenenza dei comuni. Di conseguenza per ogni località in base a pareri tecnici redatti dall’Istituto Nazionale di Geofisica, nelle persone del Dott. Francaviglia e Prof. De Panfilis, furono formulate proposte per la conferma, variazione o nuova inclusione nelle categorie di zona sismica (Fig. 2).

### Gli interventi sul territorio
La principale Legge, la n. 1431, considerava due fasi principali di azione: quella di primo intervento e quella di ricostruzione. Nella fase di primo intervento furono stabiliti stanziamenti iniziali per il ripristino delle opere ed infrastrutture, attività di competenza del Ministero dei LL.PP., di 18 miliardi e 300 milioni, mentre  per provvedere alle attività di carattere urgente, inderogabile ed assistenziale alle popolazioni furono assegnati circa 1 miliardo e 600 milioni di lire. L’aspetto principale della Norma era legato, tuttavia, principalmente all’individuazione dei criteri, strumenti e modalità di intervento per dar corso alla fase di rinascita e ricostruzione delle aree del cratere. Le azioni incluse nella legge si articolavano secondo i punti di seguito discussi.

### Contributi diretti ai privati per la ricostruzione
Una prima leva operativa a medio-lungo termine fu quella di stabilire la concessione di contributi per le riparazioni o ricostruzioni delle unità immobiliari residenziali, artigianali, commerciali e professionali (art. 3 della L. 1431/62). L’entità dei contributi che poteva esser concessa dallo Stato oscillava da un minimo del 50% della spesa sostenuta per il ripristino dell’abitazione ad un massimo del 90%, in funzione del reddito del proprietario. Tale percentuale poteva essere incrementata anche del 10% se i lavori erano eseguiti nel tempo massimo di 6 mesi nel caso di riparazioni e di 12 mesi nel caso di ricostruzioni. La Legge 1259/1964 modificò questo meccanismo allungando di sei mesi i tempi massimi entro i quali i proprietari avevano diritto alla maggiorazione del contributo per riparazione/ricostruzione degli edifici. L’introduzione di questa norma, che di fatto dilatava i tempi di ricostruzione snaturando in parte le finalità della legge che aveva l’obiettivo di “accelerare la ricostruzione e la rinascita delle zone colpite dal terremoto”, è emblematica circa le problematicità e le difficoltà di intraprendere un’azione organica di ricostruzione. Il contributo massimo per ogni immobile non poteva superare una quota che, inizialmente fissata in 3,5 milioni di lire e successivamente elevata con le leggi n. 1465 e n. 301 a 8 milioni, era proporzionale all’estensione dell’immobile. Questa procedura, non originale, riproduceva di fatto  l’iter seguito, ad esempio, per il finanziamento dell’opera di ricostruzione nelle aree irpino-lucane colpite dal sisma del 23 Luglio 1930. Lo spirito della legge tuttavia, era quello anche della rinascita e sviluppo delle aree sinistrate, pertanto erano ammessi a contributo anche spese per l’installazione nelle abitazioni di impianti primari che non fossero preesistenti, in accordo a prescrizioni emanate prima del terremoto e finalizzate a “sollecitare l’edilizia privata” (L. 10 agosto 1950 n. 715). Il contributo era erogabile, in percentuali differenti, anche per proprietari titolari di più unità immobiliari, senza limite numerico. L’insostenibilità economica della ricostruzione impose, tuttavia, negli anni successivi, una restrizione ad un numero massimo di tre del numero degli abitazioni che potevano usufruire del contributo (art. 7 della legge 183/75). 
La somma per le riparazioni eccedente la quota non rimborsabile dallo Stato poteva essere oggetto di una transazione con istituti di credito edilizio o fondiario, casse di risparmio e l’Istituto Nazionale per il finanziamento della ricostruzione, per la concessione di mutui a tasso agevolato che, tuttavia,  furono erogati raramente e con molta difficoltà  per un duplice motivo. Il primo era legato alle controversie tra proprietario e istituto di credito circa l’affidabilità delle perizie di danno dell’edificio redatte dal Genio Civile la cui validità era spesso messa in discussione dai periti di parte dell’istituto finanziario. La seconda risiedeva nel timore da parte degli stessi istituti che le condizioni economiche del richiedente non garantissero la certezza della restituzione delle somme erogate, non garantite neanche dal ridotto valore di mercato degli immobili.
Per accedere al sussidio statale era necessario presentare domanda al  Genio Civile. Le istanze da parte dei proprietari, tuttavia, in un primo momento ed almeno sino al Febbraio 1963 giunsero con molta lentezza anche a causa della convinzione, diffusa nella popolazione, che fosse più opportuno attendere la redazione dei piani di zona e di ricostruzione. Per accelerare l’approvazione delle pratiche il Ministero dei LL.PP. impartì agli uffici periferici disposizioni atte a snellire le pratiche burocratiche. Una volta definita la pratica per la concessione del contributo, il Genio Civile comunicava al richiedente le norme da rispettare per l’esecuzione della riparazione/ricostruzione.Per quanto attiene l’edilizia rurale, le opere di ricostruzione e riparazione furono oggetto di particolare attenzione da parte del legislatore. L’importo massimo finanziabile fu, infatti, elevato sino al 100% dei costi sostenuti, sulla base di un finanziamento integrativo messo a disposizione dal Ministero dei Lavori Pubblici (art. 16 L. 1431/62). Le opere di riparazione/ricostruzione dovevano essere eseguite in ossequio alle prescrizioni dettate dalla nuova normativa tecnica antisismica (Legge n. 1684 del 25/11/1962), tenendo conto dei cambiamenti o delle nuove attribuzioni di categoria sismica imposte per i comuni, così come stabilito in norme emanate nella parte terminale del 1962 (DPR n. 1465 del 19/10/1962 e DPR n. 1829 del 4/12/1962).

### La riparazione delle opere pubbliche o ad uso pubblico
Oltre all’opera di ricostruzione dell’edilizia privata, le leggi n. 1431 e n. 1259 stabilirono l’indifferibilità ed urgenza delle riparazioni e ricostruzioni di tutte le opere pubbliche o ad uso pubblico comprese scuole, ospedali ed edifici di culto,  con un onere complessivo a carico dello Stato  valutato in circa 20 miliardi di lire. Anche in questo caso la limitata disponibilità di fondi pubblici consentì di coprire solo il 40% circa del fabbisogno negli otto esercizi finanziari successivi al terremoto. L’art. 18 della L. 1431 sancì, in particolare, che gli edifici pubblici appartenenti allo Stato fossero dallo stesso riparati. L’opera proseguì con lentezza, tanto che al 30 giugno 1964 la quasi totalità dei progetti era ancora in corso di elaborazione presso gli uffici del Genio Civile di competenza. Più celere fu l’avvio della riparazione/ricostruzione delle opere pubbliche di proprietà degli Enti locali, per le quali sempre l’art. 18 della succitata legge stabiliva un contributo del MM.LL.PP. nella misura dell’80% della spesa preventivata, percentuale analoga concessa per la sistemazione di edifici di culto e beneficenza. Il numero totale di opere di proprietà degli enti locali  e di edifici destinati al culto per i quali fu richiesto il contributo ascendeva a 376 per la provincia di Benevento e 208 per la provincia di Avellino. In attesa della ricostruzione furono individuate soluzioni provvisorie per assicurare lo svolgimento dell’attività degli Uffici pubblici, come nel caso delle scuole le cui aule in provincia di Avellino e Benevento vennero sistemate in 177 padiglioni prefabbricati.

### Il riassetto urbano: i Piani di Zona e di Ricostruzione
L’aspetto forse più rilevante da un punto di vista della riqualificazione dei centri abitati è il capitolo che tutte e tre le principali leggi emanate in seguito al terremoto dedicarono alla sistemazione urbanistica. Questa prevedeva la redazione dei Piani di Zona, che riguardava tutti i 68 comuni danneggiati per le province di Avellino e Benevento, e dei Piani di Ricostruzione, la cui attuazione era limitata ai 19 comuni più colpiti. 
I Piani di Zona, di competenza ed a carico dei bilanci comunali,  dovevano essere redatti per “tutti” i comuni terremotati.  L’obiettivo principale era quello di individuare le aree idonee alla costruzione di alloggi di edilizia economica e popolare. Gli interventi furono finanziati attraverso i soli fondi (circa 5,5 Ml di lire) messi a disposizione dall’Istituto I.N.A. Casa e dal Comitato di attuazione del piano di costruzione di abitazioni per i lavoratori agricoli. Furono edificati circa 1.500 alloggi, di cui circa i 2/3 nella provincia di Avellino. L’attuazione dei Piani di Zona fu, almeno in un primo momento, problematica poiché i comuni non disponevano delle somme necessarie sia per procedere alle espropriazioni dei suoli sia per la costruzione delle infrastrutture. La possibilità da parte degli enti locali, di contrarre mutui (art. 6 L. n. 1465 del 04/11/1963) non risolse il problema per cui il Ministero fu costretto ad erogare appositi finanziamenti per superare queste difficoltà. Alla data del 30 giugno 1964 il fabbisogno economico per la realizzazione dei Piani di Zona ammontava a circa otto miliardi di lire (rivalutate ad oggi corrispondono a circa 90 milioni di Euro, 2012) con oneri economici maggiori per Flumeri, Ariano Irpino e Montecalvo Irpino, in provincia di Avellino e San Giorgio del Sannio, Castelvetere in Val Fortore e Castelpagano, in provincia di Benevento. La redazione di questo strumento di programmazione, che aveva il prioritario scopo di avviare la riqualificazione urbanistica e risolvere l’annoso problema della qualità edilizia ed igienica delle abitazioni, doveva necessariamente interfacciarsi con le esigenze evidenziate dai Piani di Ricostruzione che si attuavano, a differenza dei Piani di Zona previsti obbligatoriamente per tutti i comuni, solo nei centri in cui era più urgente l’opera di ricostruzione, anche con riferimento alla necessità di effettuare trasferimenti parziali o totali dei centri più colpiti. La Legge 1431/62 prevedeva che la redazione dei Piani fosse effettuata, grazie all’azione di coordinamento della Direzione Generale dei Servizi Speciali del Ministero dei Lavori Pubblici che sovrintendeva l’attività di ricostruzione, dagli Uffici del Genio Civile di competenza. In realtà, come la stessa legge dava facoltà, la compilazione dei Piani fu generalmente affidata a liberi professionisti. 
I Piani di Zona e di Ricostruzione, che erano oggetto di esame da parte di una commissione istituita in seno al Consiglio Superiore dei Lavori Pubblici, furono approvati con specifici decreti emanati entro il 1965 ed emessi dal Provveditorato regionali alle Opere Pubbliche per i piani di zona e dal Ministero dei LL.PP. nel caso dei piani di ricostruzione). L’importo complessivo preventivato per l’attuazione dei Piani era, alla data del 30 giugno 1964, di oltre un miliardo e trecento milioni per la sola provincia di Avellino ed oltre un miliardo e centoquarantacinque milioni per la provincia di Benevento. L’iter di approvazione delle due tipologie di Piani non fu semplice. Per il Piano di Zona dei comuni di Villanova del Battista (AV), Cassano Irpino (AV) e  Baselice (BN) e per il Piano di Ricostruzione di Montefalcone di Val Fortore (BN), sino all’anno 1970 ancora non era avvenuta l’approvazione ministeriale. Peraltro, l’approvazione del Piano non implicava necessariamente la sua immediata attuazione. È questo il caso del Piano di Ricostruzione del Comune di Grottaminarda (AV)  che, approvato nel 1963, doveva essere attuato entro due anni. Il termine per l’esecuzione dei lavori fu, invece, prorogato di due anni in due anni almeno sino all’inizio del 1981.  Analoga sorte toccò al Piano di Ricostruzione di Melito Irpino (AV) che, approvato nel 1964 con Decreto del MM.LL.PP., fu prorogato di due anni in due anni sino al Febbraio 1979 a causa di lentezze nelle procedure di esproprio delle nuove aree. Nel 1984 quattro comparti non erano ancora urbanizzati. Tale lentezza fu anche da imputarsi alle conseguenze dei danni prodotti dal sisma del 23 novembre 1980 che impose la necessità di rimodulare il Piano in funzione dell’emissione di 40 ordinanze di sgombero relative al vecchio centro e 348  alle aree rurali.